# Yoshitomi
Yoshitomi (吉富町?) è una cittadina giapponese della prefettura di Fukuoka.